# Noragjugh (Nagorno-Karabach)
Ej att förväxla med stadsdelen Noragjugh i Jerevan i Armenien, se Noragjughj
Noragjugh (armeniska: Նորագյուղ; azerbajdzjanska: Təzəbinə: Täzäbinä) är en ort i Nagorno-Karabach i Azerbajdzjan. Den ligger i distriktet Xocalı Rayonu, i den centrala delen av landet, 270 km väster om huvudstaden Baku. Noragjugh ligger 634 meter över havet och antalet invånare är 1 396.
Terrängen runt Noragjugh är kuperad. Runt Noragjugh är det ganska glesbefolkat, med 34 invånare per kvadratkilometer.. Närmaste större samhälle är Stepanakert, 12,4 km söder om Noragjugh. 
Omgivningarna runt Noragjugh är en mosaik av jordbruksmark och naturlig växtlighet.